# Арцфелд
Арцфелд (њем. Arzfeld) општина је у њемачкој савезној држави Рајна-Палатинат. Једно је од 235 општинских средишта округа Ајфелкрајс Битбург-Прим. Према процјени из 2010. у општини је живјело 1.352 становника. Посједује регионалну шифру (AGS) 7232201.

## Географски и демографски подаци
Арцфелд се налази у савезној држави Рајна-Палатинат у округу Ајфелкрајс Битбург-Прим. Општина се налази на надморској висини од 490 метара. Површина општине износи 19,4 km². У самом мјесту је, према процјени из 2010. године, живјело 1.352 становника. Просјечна густина становништва износи 70 становника/km².